# Robert Peary
Robert Edwin Peary (n. 6 mai 1856, Cresson⁠(d), Pennsylvania, SUA – d. 20 februarie 1920, Washington, D.C., District of Columbia, SUA) a fost un navigator și explorator polar american. La 6 aprilie 1909, el a reușit sa cucerească Polul Nord, fiind catalogat ca primul om ce a ajuns acolo. 

## Viața
Robert Peary lucrează ca inginer în America Centrală tropicală ( 1880 - 1890) și întreprinde ca ofițer de marină o călătorie în istmul Panamá.  Pentru a se antrena în vederea unei plănuite călătorii la Polul Nord întreprinde în 1886 o incursiune de 190 kilometri în interiorul Groenlandei. În cursul unei noi expediții în 1892 traversează Groenlanda septentrională între fiordul Inglefield și țărmul de nord est al insulei, întorcându-se pe același drum după ce a străbătut o distanță de 2.200 kilometri. Cu acest prilej, descoperă marea peninsulă din nordul Groenlandei care a primit numele său (Țara Peary) .
Până în anul 1900, Peary încheiase explorarea Groenlandei, descoperind și capul ei cel mai nordic, căruia i-a dat numele de Morris Jesup (83° 40' latitudine nordică). 

După mai multe încercări nereușite, având ca însoțitori un negru și patru eschimoși atinge Polul Nord la 6 aprilie 1909. Cinci zile înainte de comunicarea izbânzii sale, medicul american Frederik A. Cook anunțase că el a ajuns la Polul Nord încă din aprilie 1908, dar ulterior s-a dovedit a fi un impostor.

## Opera
- 1917 : Secrets of polar travels